# Hinterer Langbathsee
Hinterer Langbathsee är en sjö i Österrike.   Den ligger i förbundslandet Oberösterreich, i den centrala delen av landet, 210 km väster om huvudstaden Wien. Hinterer Langbathsee ligger 863 meter över havet.
I omgivningarna runt Hinterer Langbathsee växer i huvudsak blandskog. Runt Hinterer Langbathsee är det ganska tätbefolkat, med 70 invånare per kvadratkilometer.